# P.O.L.O.V.I.R.U.S.
P.O.L.O.V.I.R.U.S. – druga płyta zespołu Kury z 1998, pierwsza wydana nakładem Biodro Records, wytwórni założonej przez Tymona Tymańskiego.

## Historia albumu
Pierwszy strzał z Biodra – tajna biologiczna broń 3-miejskiej sceny yassowej… Największe hity lat 90-tych w miażdżącej interpretacji Kur… Płyta, która spierdoli ci życie, od 26.01.1998 już w sklepach!

Tymon Tymański po zakończonej w 1997 roku trasie z Lesterem Bowie postanowił zrealizować swój dawny projekt „najgłupszej płyty na świecie”. Pierwotnie miała być to „kompilacja” utworów nieznanych nikomu grup muzycznych, wymyślonych oczywiście przez Tymona. Ostatecznie nazwy zespołów zostały na okładce, ale całość firmowała nazwa zespołu Tymańskiego. Pierwszą osobą zaangażowaną w projekt był Olaf Deriglasoff, i początkowo duet pod nazwą Księgowi miał firmować płytę. Z czasem jednak projekt zaangażował znacznie większą, kilkunastoosobową grupę przyjaciół Tymona.
Płytę promował teledysk do utworu „Jesienna deprecha” wyreżyserowany przez Łukasza Jankowskiego. Album spotkał się z bardzo dobrym przyjęciem krytyki i sprzedał się w nakładzie ponad 25 000 egzemplarzy. P.O.L.O.V.I.R.U.S. przez kilka lat był nieosiągalny na rynku w związku z wyczerpaniem nakładu i zawieszeniem działalności Biodro Records na okres 2001–2006; po reaktywacji Biodra w 2007 reedycja P.O.L.O.V.I.R.U.S.a znalazła się w zapowiedziach wydawniczych na 2008 i trafiła do sprzedaży w kwietniu 2008 (wcześniej była dostępna na koncertach Tymańskiego). W 2011 Tymański reaktywował Kury, by wykonać album na Off Festivalu i kilku pojedynczych koncertach.
Luźną kontynuacją płyty były albumy Wesele z 2004 i Polskie gówno z 2016 zespołu Tymon & The Transistors.

## Zawartość albumu
P.O.L.O.V.I.R.U.S. miał być „swoistym i zjadliwym rozrachunkiem z polską muzyką lat 80. i 90.”. W 2023 Bartek Chaciński określił ją jako syntetyczne ujęcie lat 90. Na płycie znajduje się szesnaście utworów, z czego jeden („Noktowidzenije Kryszak-Roshiego”) jest ukryty, a dwa inne („Trygław cz.I” i „Trygław cz. II”) w istocie są jednym podzielonym na dwie części. Ostateczny rezultat sesji nagraniowej nosi ślady pierwotnego zamysłu: „kompilacji” nieznanych szerzej, wymyślonych przez Tymona zespołów o nazwach takich jak Pedalsi, Papamobile, Księgowi, Czarna Wołga, Fatherfucka', Trygław, Ganimedes Boy Band, Graniastopoulos, oraz Pułkownik Kalita i Wdzięczność. Utwory z P.O.L.O.V.I.R.U.S.-a nawiązują stylistycznie do disco-polo („Śmierdzi mi z ust”), new romantic („Jesienna deprecha”), metalu („Trygław”), country („O psie”), poezji śpiewanej („Dlaczego”), techno („Nie martw się, Janusz”), reggae („Nie mam jaj”), rocka („Szatan”) czy też rapu („Kibolski”).
Wszystkie kompozycje są autorstwa Tymańskiego, oprócz jednego utworu autorstwa Olafa Deriglassofa („Sztany, glany”). Utwór „Lemur” napisał Tymański wspólnie z Tomaszem Gwincińskim, a ukryty „Noktowidzenje Kryszak-Roshiego” razem z Martą Handschke.
Charakter przerywników mają trzy ścieżki opisane jako „Gadka I”, „Gadka II”, „Gadka III” – krótkie fragmenty rozmów Tymona Tymańskiego, Piotra Pawlaka i Michała „Misiu” Jarzębskiego o amerykańskiej koszykówce i grze Michaela Jordana, Karla Malone'a oraz Jeffa Hornacka.
Utwór „Kibolski” opowiadający o meczu fikcyjnej drużyny Lechii Gdynia w Dreźnie zawiera autobiograficzne wątki z życia Tymona Tymańskiego, który w latach 80. był szalikowcem Lechii Gdańsk. Tymon tak jak bohater „Kibolskiego” „skitrał szalik w gacie” na meczu Lechii z Olimpią w Poznaniu. Wzmiankowany w tym utworze „Tejkower” to Bolesław Tejkowski, działacz ruchu pansłowiańskiego. „Tejkowerem” jako pierwsi przezwali go publicyści NIE.
Grupa IRA nagrała utwór „Szatan” na płytę 1993 rok. Maniera wokalna Tymona w tak samo zatytułowanym utworze Kur była porównywana do Artura Gadowskiego.
Piosenka Adam ma dobry Humer nawiązuje do postaci Adama Humera.

## Covery
- „Jesienna deprecha” weszła także do repertuaru Formacji Chłopięcej „Legitymacje”[18]
- Utwór „Nie mam jaj” był grany na żywo przez Pidżamę Porno (z okazji urodzin zespołu) z gościnnym udziałem Tymona Tymańskiego i Roberta Brylewskiego, i ze zmienionym tekstem. Na tym samym koncercie Pidżama Porno zagrała utwór „Jesienna deprecha”. Zapis koncertu został wydany przez SP Records w 2002 roku (Koncertówka 1).
- Utwory: „Nie mam jaj”, „Jesienna deprecha”, „Szatan” weszły do repertuaru zespołu Tymon & The Transistors.

## Nagrody, pozycje na listach przebojów i znaczenie
Płyta dostała sześć nominacji do Fryderyków 1998 i została nagrodzona w kategorii Najlepsza Alternatywna Płyta Roku. Na gali w Sali Kongresowej Tymański zaczął wypowiedź, w trakcie której wyłączono mu mikrofon:
Dziwnie się czuję na Fryderykach, gdyż zawsze patrzyłem na to jako osoba z zewnątrz, z marginesu społecznego, z tak zwanego offu, brzydziłem się tym, nienawidziłem tego, do dzisiaj tym gardzę. Zawsze przychodziły mi do głowy słowa mafia establishmentowa oraz zmowa wielkich koncernów (…)

Płyta dostała też Machinera '98 w kategorii Płyta Masowa.
Wbrew temu, co mówił Tymański na koncercie w Zakopanem na płycie Na żywo w Pstrągu, utwór „Jesienna deprecha” w ogóle nie znalazł się na Liście Przebojów Programu III.
Płyta była przedmiotem szeregu jubileuszowych omówień i recenzji z okazji 10-, 20- i 25-lecia wydania. Jej wykonanie przedstawiano także jako jedno z ważniejszych wydarzeń Off Festivalu w 2011.

## Spis utworów
1. „Śmierdzi mi z ust” (Tymański) – 3:11
2. „Jesienna deprecha” (Tymański) – 3:40
3. „Nie martw się, Janusz” (Tymański-Deriglasoff-Pawlak) – 5:35
4. „Dlaczego” (Tymański-Deriglasoff-Pawlak) – 2:35
5. „gadka I” – 0:25
6. „Kibolski” (Tymański-Deriglasoff-Pawlak) – 4:24
7. „gadka II” – 1:15
8. „Sztany, glany” (Deriglasoff-mel.trad.) – 4:22
9. „Ideały Sierpnia” (Tymański-Handschke) – 1:51
10. „Trygław cz. I” (Tymański-Pawlak-Olter) – 0:19
11. „Nie mam jaj” (Tymański) – 3:23
12. „Trygław cz. II” (Tymański-Pawlak-Olter) – 1:27
13. „Szatan” (Tymański) – 1:24
14. „gadka III” – 2:28
15. „Mój dżez” (Tymański) – 2:55
16. „Adam ma dobry Humer” (Tymański-mel.trad.) – 1:25
17. „O psie” (Tymański) – 2:08
18. „Lemur/ noktowidzenije Kryszak-Roshiego” (Tymański-Gwinciński) – 7:07

## Twórcy
- Ryszard Tymon Tymański – głos, gitara, bas
- Piotr Pawlak – gitara, głos
- Jacek Olter – perkusja
- Olaf Deriglasoff – sample, głos
- Leszek Możdżer – pianino, instrumenty klawiszowe, głos
- Jerzy Mazzoll – klarnet, głos
- Tomasz Gwinciński – gitara
- Jacek Siciarek (DzieńDobry) – głos
- Radowan Jacuniak (Bielizna) – głos
- Larry „Okey” Ugwu – głos
- Grzegorz Nawrocki (Kobiety) – głos
- Mirosław Rymarz – głos
- Teofil – głos[a]
- Michał Jastrzębski „Misiu” – mowa